# Frank Grimes
Franklin A. "Frank Grimey" Grimes (spelad av Hank Azaria) var en rollfigur i den animerade tv-serien Simpsons. 

## Biografi
Vid fyra års ålder övergavas Frank av sina föräldrar och han gick aldrig i skolan utan arbetade som budpojke. När Frank var 18 år befann han sig i en silo som exploderade och han tappade hörelsen och känseln. Han återfick hörseln och känslor och började läsa naturvetenskap genom korrespondensundervisning. Frank började arbeta på Springfields kärnkraftverk efter att Mr. Burns såg honom i ett TV-reportage och planerade göra honom till vice VD men gav honom andra arbetsuppgifter. Frank tappade humöret över Homers inkompetens, och försökte få det anställda att förstå att Homer har en IQ som en 5-åring. Då det misslyckades blev han galen och försökte göra allt för vara mer inkompetent vilket slutade med att han brände sig på en högspänningsledning och avled. Då han avled bodde han i en etta mellan två bowlinghallar och jobbade extra på gjuteri.
Hans son Frank Grimes Junior försökte sedan hämnas på Homer genom att döda honom, men misslyckades emellertid och greps av polisen.